# Палац Жевуських-Лянцкоронських
Пала́ц Жеву́ських-Лянцкоро́нських, також відомий як Франкопіль — пам'ятка архітектури XVIII–ХІХ ст. Розташований у смт. Розділ Стрийського району Львівської області.

## Історія
У 1631 році земельний суддя Станіслав Жевуський одружився із Анною, її дідо був першим власником Роздолу, все перейшло йому, як придане.
Станіслав Жевуський побудував у Роздолі свою літню резиденцію, від неї залишився тільки флігель.
Близько 1740 року коштом дідича Міхала Юзефа Жевуського в Роздолі збудували новий мурований палац, який він назвав Франкопіль на честь своєї другої дружини Францішки з Цетнерів. Фундатор для його оздоблення запросив сницаря Яна «Ґетнера», архітектора Бернарда Меретина, маляра Шимона Яремкевича. Біля палацу створено парк (див. Парк-пам'ятка «Санаторій Розділ»). У пізніші часи палац перебудовували у стилі історизму.
Палац збудували у стилі французького ренесансу. Це витончений монумент історії створили під керівництвом Міхала Жевуського, дідича Роздолу. Парк, що обіймає палац, є складовою природно-заповідного фонду України. Важливість збереження цього культурного діаманта вимагає ретельного догляду. 
Жевуський розводив тарантованих коней, це коні в білі яблука, які використовувалися для парадної їзди. А браковані коні реалізовували досить непогано. В Угорщині досі цю породу називають  «роздільськими».
А ще цікавий факт про Розділ: тут брали мито  за переплав на Дністер, зі зміною кордонів стали плавати в Одесу, перше подібне судноплавство до Одеси та зворотім шляхом датується 1804 роком.
Похований Жевуський зі своєю дружиною Францишкою у костелі Кармелітів. 
Після власників Жевуських маєток перейшов у власність родини Лянцкоронських, які володіли ним до 1939 року.
Кароль Лянцкоронський був 5-м у списку власників значних статків Польщі.
У Розділ Кароль Лянцкоронський та його родина навідувалися на півроку, та завжди свій день народження святкував саме тут. Мав трьох дітей, син – Антоні від другого шлюбу, та дві доньки Кароліну та Аделаїду від третього. Після смерті Розділ та Ягільниця перейшли сину, а Комарно дочкам.
Підбором античних скульптур та предметів мистецтва зацмався Кароль Лянцкоронський, що збагатив інтер'єр будівлі. Подорожі та колекціонування надали палацу унікального характеру. Над одним із проектів перебудови працював львівський архітектор Юліан Октавіан Захаревич. Він узяв за зразок королівські палаци долини Луари й звів будівлю у стилі неоренесансу. Наприкінці XIX століття у палаці вже був власний водогін. Згодом з'явилося електричне освітлення виробництва німецької компанії «Siemens&Halske», телефон та інші технічні новинки. Навколо розбили парк площею понад сім гектарів. Відомо, що його почали закладати ще на початку ХVІІІ століття. За Кароля Лянцкоронського парк поповнився рідкісними екзотичними рослинами: це метасеквоя китайська, ґінкґо дволопатеве, багряник японський, сосни Веймута, рідкісні сорти дуба звичайного. На території парку були чотири оранжереї, де вирощували екзотичні рослини. Зважаючи на сферу особистих інтересів, граф за власні кошти споряджав археологічні експедиції в Туреччину і Грецію. І особисто брав у них участь. Після експедиції 1884 року він прикрасив маєток в Роздолі колекцією античних скульптур. Там же зберігав велике зібрання картин епохи Ренесансу, старовинних меблів, східних килимів і західних гобеленів, зброї, порцеляни. У палаці зберігалися 120 000 фотографій із зображеннями мабуть усіх творів епохи Відродження. Це були знімки, зроблені в музеях та приватних колекціях по всьому світу. Дехто вважає, що за цими знімками можна було би прослідкувати, які твори мистецтва назавжди втрачені. Ще одну перебудову палац пережив на початку ХХ століття. У 1904 році цим займався французький архітектор Шарль Баужу. 

### ХХ століття
У вересні 1914 року, перед тим, як лінія фронту підійшла до міста, місцеві жителі пограбували палац, частина бібліотеки та деякі речі зникли. Напередодні Другої світової війни син графа Антоні Лянцкоронський вивіз найцінніші речі до віденського палацу. У 1929 році Кароль Лянцкоронський передав частину своєї колекції (здебільшого фотоархів) Польській науковій бібліотеці у Кракові.
Довгий час у палаці зберігався турецький намет - трофей героя Віденської битви полковника Михайла Флоріана Жевуського. Згодом Дянцкоронські подарували його Вавелю у Кракові.
У палаці розміщувалась одна з найбагатших бібліотек того часу, що налічувала 20 000 томів. Деякі датуються XIV століттям. Також у сімейному архіві зберігалися листи короля Станіслава Августа та національного польського героя Тадеуша Костюшка.
Після Другої світової війни більшість цінностей вивезли за межі сучасної України. Найцінніші предмети старовини вивезли до Ермітажу. Те, що лишилося, розійшлося по музеях. Частина – до Одеського археологічного музею, до історичного музею Дрогобича й музейних колекцій замку в Олеську. Більша частина документів родини Лянцкоронських зберігається у Центральному державному історичному архіві Львова. Завдяки неймовірним зусиллям Бориса Возницького, директора Львівської галереї мистецтв, залишилися лише дві античні скульптури. З приходом радянської влади у палацових покоях облаштували притулок для дітей-сиріт. Згодом палац перетворили на філіал одного із санаторіїв Моршину. У другій половині ХХ століття у маєтку діяв санаторій «Розділ», що спеціалізувався на лікуванні захворювань органів травлення. Тоді приміщення палацу почали активно змінювати. Зробили перепланування усередині, звели перегородки, збільшивши кількість кімнат, що стали палатами. Десь додали дверні портали, а десь їх замурували. Змінили сходи. В одній залі сходи вниз повністю усунуті.

### ХХІ століття
Діяв санаторій до 2004 року, після чого на аукціоні його придбала приватна фірма.
В 2017 році Верховний суд вирішив повернути палац державі. Станом на червень 2018 року, палац перебував у вкрай занедбаному, місцями напівзруйнованому, стані.

### Реставрація
У 2022 році палац Жевуських-Лянцкоронських перейшов під управління Фонду держмайна, який у 2023 році провів приватизаційні торги. 
У серпні 2023 року стало відомо що українська інвестиційна компанія EFI Group, яка придбала занедбаний палац у червні 2023 року, придбавши на приватизаційному аукціоні за 20 мільйонів гривень, відновлюватиме його спільно з громадською організацією. 
Робота триватиме протягом трьох років до повного завершення реставрації, пристосування палацу та впорядкування прилеглої території.
У жовтні 2023 р EFI Group запускає конкурс бізнес-ідей для відновлення палацу Жевуських-Лянцкоронських. Для обговорення варіантів майбутньої функції "Палацу Розділ" також організовані грамадські обговорення та слухання, зібралася експертна група фахівців з різних галузей .

### Міфи та легенди про Палац у Роздолі
А ще переповідають історію про фігуру «Путто з дельфіном». ЇЇ знайшли на прийомі металобрухту, що здали за 24 грн. А сама робота була відлита вчителем Леонардо Давінчі.
1. biblio2024